# Бухта Матюшенка

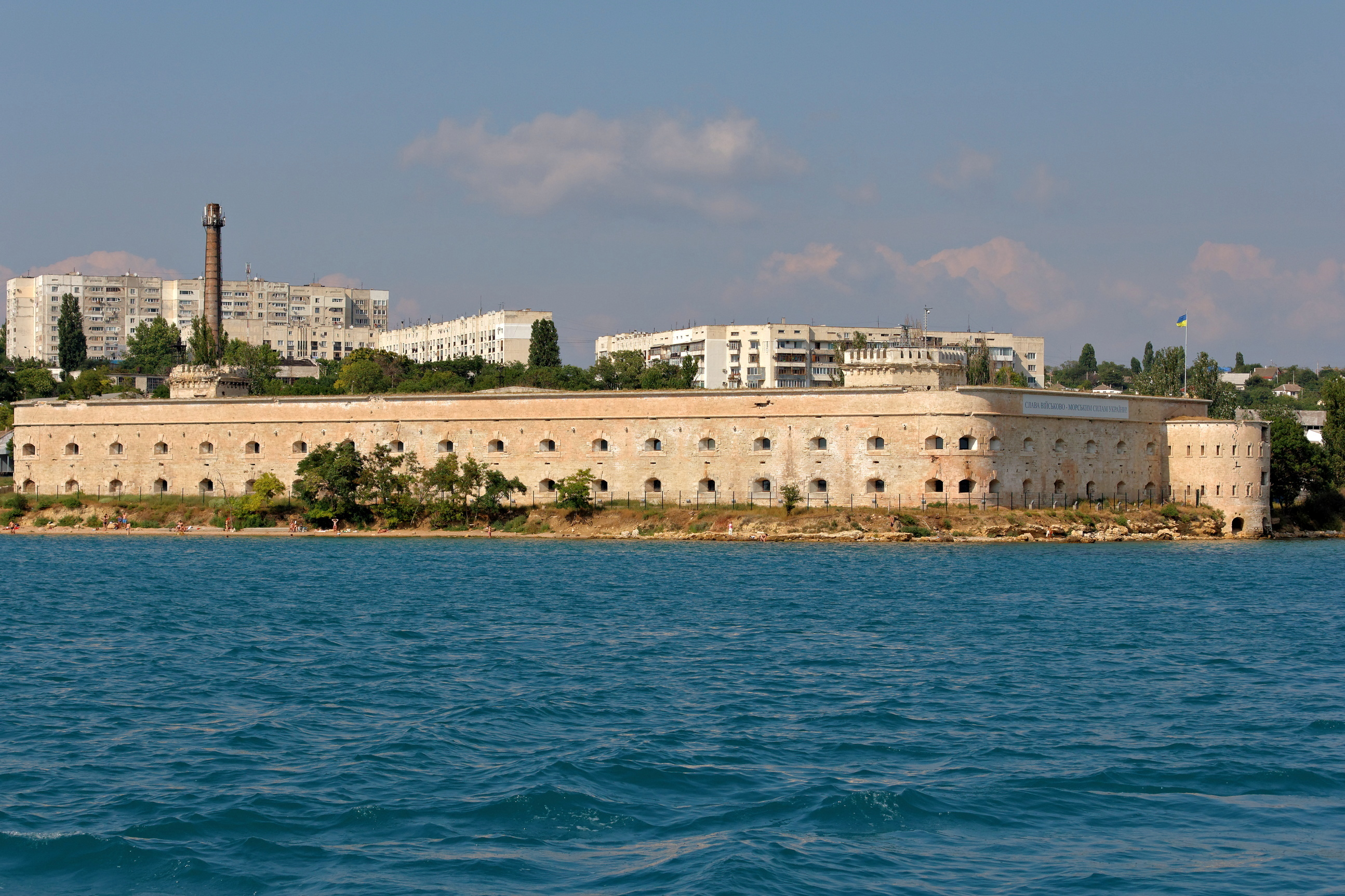
Михайлівський равелін на східному кордоні бухти

Бухта Матюше́нка (крим. Matüşenka körfezi) — бухта на північному березі Севастопольської бухти, у місцевості Радіогірка. В бухті облаштований причал для міського катера (маршрут Артбухта — Радіогірка).
На східній частині бухти розташований Михайлівський равелін, з заходу завершується мисом Радіогірка.
Названа на честь керівника повстання на панцернику «Потьомкін-Тварійський» Панаса Матюшенка.